# Kotla
Kotla (in tedesco Kuttlau) è un comune rurale polacco del distretto di Głogów, nel voivodato della Bassa Slesia.
Ricopre una superficie di 127,75 km² e nel 2004 contava 4 066 abitanti.